# Limbourg, ma patrie
Limbourg, ma patrie, (en néerlandais : Limburg mijn Vaderland) également appelée Waar in 't bronsgroen eikenhout, est l'hymne officiel du Limbourg, écrite par le professeur Gerard Krekelberg (nl) en 1909. La mélodie a été composée par Henri (Hendrik) Tijssen (nl) de Ruremonde. La chanson s'appelait initialement Limburg, mijn vaderland. Quand il fut officiellement déclaré hymne limbourgeois en 1939, le titre fut remplacé par Waar in 't bronsgroen eikenhout.
De nos jours, la chanson est considérée comme l'hymne national aussi bien du Limbourg néerlandais que du Limbourg belge, mais le dernier couplet n'est jamais chanté en Belgique. Ce couplet date probablement de 1939 et a été ajouté par le chef d'orchestre Snackers de Ruremonde.

## Histoire
La chanson a été écrite le 31 janvier 1909. Le bois de chêne vert bronze dont parle Gerard Krekelberg était le bois de chêne maintenant disparu qui entourait le château Borgitter à Kessenich, en Belgique. Ce château est situé sur les rives de l’Itterbeek (nl), à la frontière avec le village néerlandais de Neeritter.
Vers 1900, dans la réalité quotidienne du Limbourg, et encore plus au Limbourg néerlandais, le néerlandais ne joue pas un rôle important. Le limbourgeois était la langue principalement parlée en public ; les journaux paraissent également en allemand. De plus, dans certaines régions du Limbourg, l'allemand est également la langue de l'Église et de l'éducation, alors que Maastricht est encore étroitement liée au pays de Liège francophone à cette époque. Le poème de Krekelberg veut décrire le Limbourg comme faisant partie des Pays-Bas et utilise le néerlandais pour faire ressortir cela. Le Limbourg néerlandais souhaitant aussi explicitement se présenter comme une partie intégrante des Pays-Bas ajoute en 1939 un couplet avec une déclaration d’adhésion à la Maison d’Orange.
La chanson est rapidement devenue populaire, à la fois dans le Limbourg néerlandais et dans le Limbourg belge, et est à présent considérée comme "l'hymne national" des deux Limbourgs,. En Belgique, seules les trois premières strophes sont chantées, généralement par des mouvements de jeunesse et des associations d'étudiants ou lors d'événements. Aux Pays-Bas, l'hymne national est particulièrement apprécié des chorales d'hommes. Piet Zeegers de Posterholt a ensuite créé une version limbourgeoise de la chanson. Cette version n'est pas simplement une traduction, mais inclut une modification substantielle du texte.

## Texte
Lors des occasions officielles, seul le premier couplet (le texte en gras) est chanté et le dernier couplet n'est jamais chanté au Limbourg belge.
| Texte néerlandais Waar in ’t bronsgroen eikenhout, ’t nachtegaaltje zingt. Over 't malse korenveld, ’t lied des leeuweriks klinkt. Waar de hoorn des herders schalt, langs der beekjes boord. Daar is mijn vaderland, Limburgs dierbaar oord! (2×) Waar de brede stroom der Maas, statig zeewaarts vloeit. Weelderig sappig veldgewas, kostelijk groeit en bloeit. Bloemengaard en beemd en bos, overheerlijk gloort. Daar is mijn vaderland, Limburgs dierbaar oord! (2×) Waar der vaaderen schone taal klinkt met heldere kracht. Waar men kloek en fier van aard, vreemde praal veracht. Eigen zeden, eigen schoon ’t hart des volks bekoort. Daar is mijn vaderland, Limburgs dierbaar oord! (2×) Waar aan ’t oud Oranjehuis, ’t volk blijft hou en trouw. Met ons roemrijk Nederland, één in vreugd en rouw. Trouw aan plicht en trouw aan God, heerst van zuid tot noord. Daar is mijn vaderland, Limburgs dierbaar oord! (2×) | Traduction Là où dans le bois vert bronze chante le rossignol, Là où dans le champ de bon grain le chant de l'alouette sonne, Là où le cor du berger résonne sur la rive du ruisseau, C'est là qu'est ma patrie, mon cher pays de Limbourg ! (bis) Là où le vaste cours de la Meuse coule, majestueux, vers la mer, La récolte luxuriante croît et brille, précieuse, Jardin, marais et forêt s'étalent royalement ; C'est là qu'est ma patrie, mon cher pays de Limbourg ! (bis) Où la belle langue des pères sonne forte et claire, Où vaillant et fier dans l'âme, méprisant les pompes étrangères, Notre morale, notre beau réjouissent le cœur du peuple. C'est là qu'est ma patrie, mon cher pays de Limbourg ! (bis) À l'ancienne maison d'Orange le peuple est constant et fidèle, À nos glorieux Pays-Bas, uni en heur et malheur, Fidélité au devoir et à Dieu règne du sud au nord : C'est là qu'est ma patrie, mon cher pays de Limbourg ! (bis) |

## Divers
- La chanson a été enregistrée dans le recueil de chansons populaires : Kun je nog zingen, zing dan mee (nl).
- En 2009, un livre intitulé Waar in 't bronsgroen eikenhout a été publié racontant l'histoire de la chanson. Celui-ci inclut un CD avec 10 versions différentes de celui-ci, dont celle du chœur royal d'hommes de Ruremonde, Ummer d'Arneaver, Joost Meys, Noël Reynders, Willy Claes Quartet, Harmonie royale Peerde, Orchestre Jeugd en muziek, Sjeng Kraft et Jaap Menten, Paul Steegmans.  (ISBN 978-90-78407-43-0).
- Wie sjoeën ós Limburg is (nl)  d'Harry Bordons est souvent considéré comme le deuxième hymne de la province du Limbourg.